# Slobodan Kovač
Slobodan Kovac est un joueur serbe de volley-ball né le 13 septembre 1967 à Veliko Gradište. Il mesure 1,96 m et jouait réceptionneur-attaquant. Il est actuellement sélectionneur de Équipe de Serbie de volley-ball.

## Carrière

### Joueur
| Club                       | Pays        | De        | À         |
| -------------------------- | ----------- | --------- | --------- |
| VGSK Veliko Gradište       | Yougoslavie | 1983-1984 | 1984-1985 |
| Kolubara Lazarevac         | Yougoslavie | 1985-1986 | 1987-1988 |
| Vojvodina Novi Sad         | Yougoslavie | 1988-1989 | 1991-1992 |
| AS Capurso Gioia           | Italie      | 1992-1993 | 1992-1993 |
| Aris Salonique             | Grèce       | 1993-1994 | 1993-1994 |
| AS Capurso Gioia           | Italie      | 1994-1995 | 1994-1995 |
| AS Volley Lube             | Italie      | 1995-1996 | 1998-1999 |
| Magna Grecia Matera        | Italie      | 1999-2000 | 2001-2002 |
| Pallavolo Agnone           | Italie      | 2002-2003 | 2002-2003 |
| GFCO Ajaccio               | France      | 2003      | 2003      |
| Pallavolo Molfetta (joker) | Italie      | 2004      | 2004      |
| Shahrdari Urmia            | Iran        | 2004-2005 | 2005-2006 |
| Radnički Kragujevac        | Serbie      | 2006-2007 | 2006-2007 |

### Entraîneur
| Club                | Pays    | De   | À    |
| ------------------- | ------- | ---- | ---- |
| Radnički Kragujevac | Serbie  | 2008 | 2011 |
| Sir Safety Pérouse  | France  | 2011 | 2014 |
| Sir Safety Pérouse  | Italie  | 2015 | 2016 |
| Halkbank Ankara     | Turquie | 2017 | 2018 |
| Belogorie Belgorod  | Russie  | 2018 | 2019 |
| Jastrzębski Węgiel  | Pologne | 2019 | 2020 |
| Top Volley Cisterna | Italie  | 2020 | ...  |

### Sélectionneur
| Sélection | De   | À    |
| --------- | ---- | ---- |
| Iran      | 2014 | 2015 |
| Slovénie  | 2017 | 2018 |
| Serbie    | 2019 | 2019 |

## Palmarès

### Joueur

#### En club
- Championnat de Yougoslavie : 
  - Vainqueur : 1989
- Championnat de Serbie-et-Monténégro : 
  - Vainqueur : 1992
- Coupe de Serbie-et-Monténégro : 
  - Vainqueur : 1992

#### En sélection
- Jeux olympiques :
  - Vainqueur : 2000

### Entraîneur

#### En club
- Championnat de Serbie : 
  - Vainqueur : 2009, 2010
- Championnat de Turquie : 
  - Vainqueur : 2017, 2018
- Coupe de Turquie : 
  - Vainqueur : 2018
- Challenge Cup : 
  - Vainqueur : 2019

#### En sélection
- Jeux asiatiques :
  - Vainqueur : 2014
- Championnat d'Europe :
  - Vainqueur : 2019